# لین استوکه
لین استوکه (انگلیسی: Linn Stokke؛ زادهٔ ۱۸ سپتامبر ۱۹۶۱) هنرپیشه، آهنگساز، خواننده و کارگردان اهل نروژ است.
از فیلم‌هایی که وی در آن‌ها نقش داشته است، می‌توان به هیپ هیپ هورا! و آوگوست استریندبری: یک عمر اشاره نمود.